# Hasinais
Les Hasinais sont une confédération d'Amérindiens parlant une langue caddoane. Ils étaient nommés Tejas (amis) par les explorateurs espagnols. Ce nom fut plus tard donné à l'État du Texas.